# Mapa de Borgia

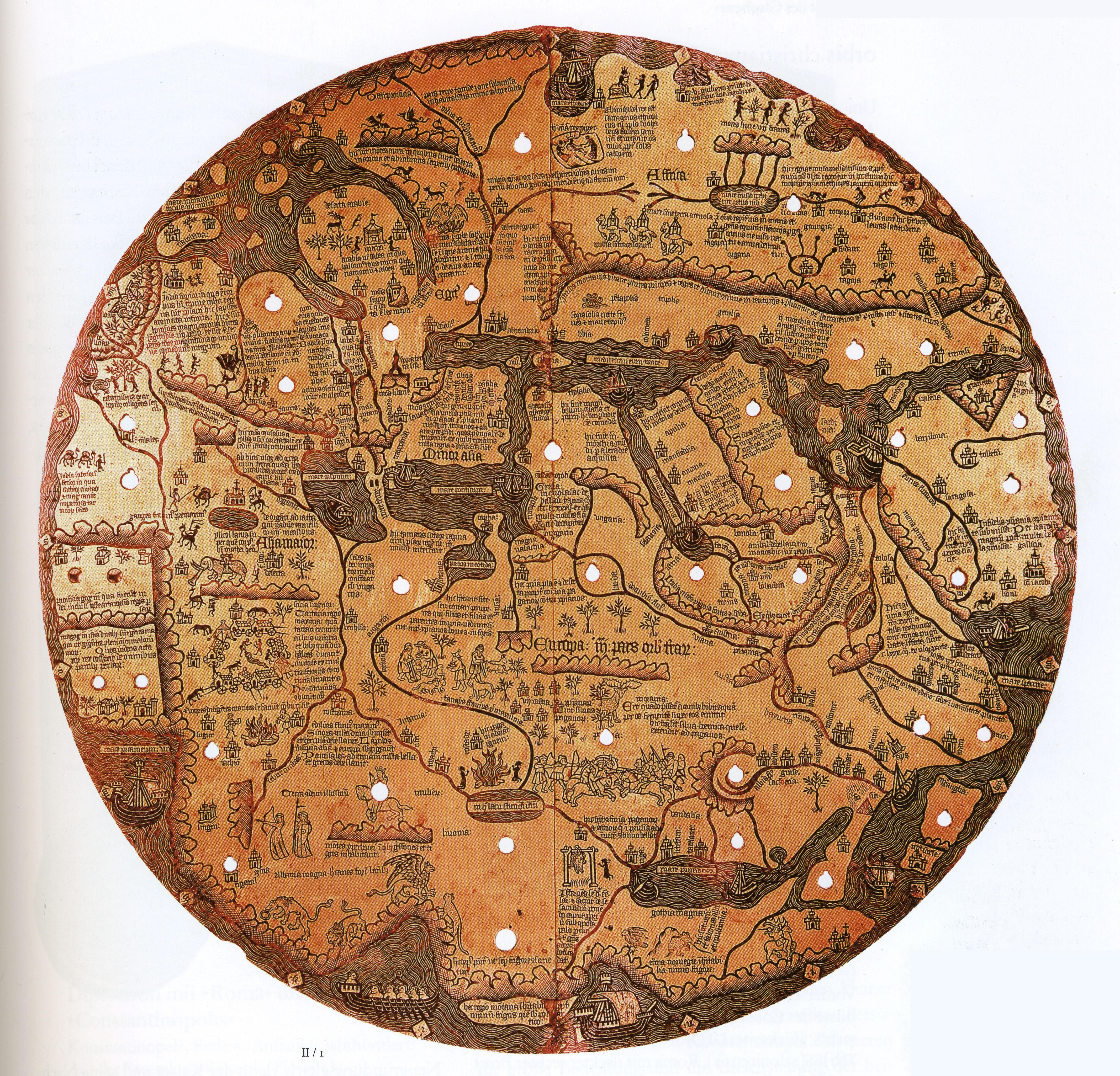
El mapamundi de Borgia, orientado al sur. Biblioteca del Vaticano, Roma.

Principalmente una pieza de decoración, el mapa de Borgia es un mapamundi hecho en algún momento a principios del siglo XV y grabado en una placa de metal. Su «elaboración y explicaciones escritas lo convierten en una de las piezas más preciadas de la historia de la cartografía».

## Historia
Se desconoce el año en que se creó el mapa de Borgia. Una fuente argumenta que el mapa debe datar de algún tiempo antes de 1453. Otra sugiere que se hizo hacia 1450.
A fines del siglo XVIII, el artefacto llegó a una tienda de antigüedades, desde donde pasó a formar parte de la colección del cardenal Stefano Borgia. La escritura que aparece en el mapa lo identifica como del sur de Alemania. Sin embargo, no se sabe nada sobre la autoría del mapa Borgia. El énfasis en la historia y la nomenclatura tradicional sugiere que originalmente fue diseñado como un mapa histórico, para uso en una biblioteca o una escuela.

## Detalles
En el mapa de Borgia, el Jardín del Edén está ubicado cerca de la India superior, la desembocadura del Ganges, y se representa como una tierra de maravillas y piedras preciosas. También está bastante cerca de China, país que está representado por diminutas figuras que recogen la seda de los árboles.
Los imperios babilónico, alejandrino, cartaginés y romano se destacan en el mapa en una secuencia ordenada. Del caótico estado italiano de la época, el cartógrafo comenta que «Italia, hermosa, fértil, fuerte y orgullosa, por falta de un solo señor, no tiene justicia». Se hacen menciones especiales de varias cruzadas que incluyen: la campaña de Carlomagno en la península ibérica, las cruzadas en el noreste de Europa, África y Nicópolis, y la amenaza «futura» de Gog y Magog, quienes se describen como «judíos». El mapa tiene un diseño bien elaborado y fue hecho para durar mucho tiempo.
El mapa de Borgia incluye una leyenda que hace referencia a Ebinichibel, a quien se describe como «el rey etíope sarraceno con su pueblo con cabeza de perro». Este es uno de los muchos ejemplos donde los extremos blasfemos del mundo fueron representados como razas monstruosas, que aún no habían sido convertidas por misioneros cristianos.

## Referencias

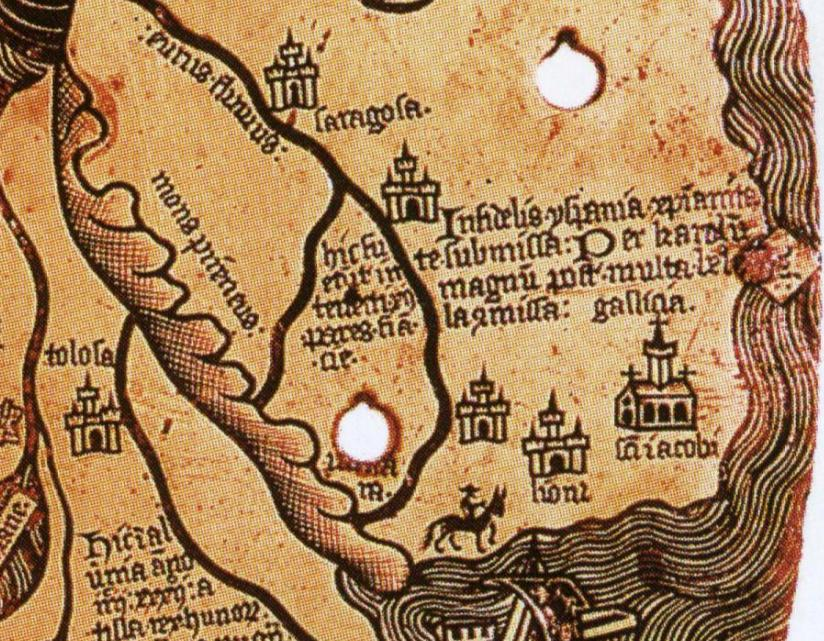
Un primer plano al revés de la Península ibérica.